# 王佳婉
王佳婉（1971年6月26日—），出生於臺灣，臺灣新聞主播。畢業於中國文化大學新聞系，後赴英國倫敦大學亞非學院（SOAS）進修亞非關係研究，然後再轉到美國亞特蘭大CNN總部受訓一個月。曾任三立新聞台記者、主播，曾任東森新聞台記者、東森午安新聞主播、主持人、製作人。曾在2003年9月獲文化大學「創意傑出校友」。曾是東森電視台當家花旦。現任東森新聞台主播、兼任東森新聞台主播組組長。丈夫是捷年企業董事長呂台年。

## 相關企業
- 德年國際股份有限公司[10]

## 外部來源
- 逆境中茁壯【第165集】-.財團法人罕見疾病基金會.2010-07-25
- 吳哥窟 讓王佳婉讚嘆又腿軟 （页面存档备份，存于）.民生報.2006-01-04
- 邱義仁告東森誹謗 （页面存档备份，存于）.數位網路報.2007-11-08
- 東森新聞指爆粗口　邱義仁告加重誹謗 （页面存档备份，存于）.大紀元.2007-11-07
- 時事焦點 台版長城腳下公社破局 安藤忠雄作品恐成違建.台灣壹週刊.2010-07-01[]
- 公告臺灣新北地方法院110年度法登他字第47號財團法人同賢教育基金會變更登記 （页面存档备份，存于）.司法院全球資訊網.2021-02-02
- 公告臺灣新北地方法院109年度法登他字第428號財團法人同賢教育基金會變更登記 （页面存档备份，存于）.司法院全球資訊網.2020-07-30